# NGC 971
NGC 971 is een ster in het sterrenbeeld Driehoek. Het hemelobject werd op 14 september 1850 ontdekt door de Ierse astronoom William Parsons.